# Палаццо Фиораванти
Палаццо Фиораванти (итал. Palazzo Fioravanti), ранее Палаццо Герарди-Пераччини (итал. Palazzo Gherardi-Peraccini) — палаццо (дворец) XV века в Пистое (Тоскана), Италия, в стиле раннего Возрождения, расположенный на улице Виа Бенсо Кавур, 20 в центральной части города.

## История
Изначально дворец принадлежал семье Фиораванти, и среди геральдических символов в квадратных рамках на фасаде есть тот, который принадлежал этой семье и идентифицировал их как гвельфов-гонфалоньеров средневековой Флорентийской республики. Якопо Фиораванти из этой семьи был историком Флоренции. В 1722 году здание приобрела семья Герарди, а в XIX веке — семья Пераччини. Ныне в палаццо располагаются частные апартаменты и торговые заведения.

## Архитектура
Планировка и фасады дворца имеют сходство с Палаццо Даванцати во Флоренции, где на первом этаже имеются три большие полуциркульные арки. На верхнем этаже, с одной стороны, есть лоджия, поддерживаемая пилястрами. Вероятно, дворец был построен объединением двух смежных владений, поскольку окна верхних этажей различаются.